# Ramat Eškol (Haifa)
Ramat Eškol (hebrejsky: רמת אשכול, doslova Eškolova výšina) je čtvrť v jihozápadní části Haify v Izraeli. Nachází se v administrativní oblasti Ramot ha-Karmel, v pohoří Karmel.

## Geografie
Leží v nadmořské výšce necelých 300 metrů, cca 4,5 kilometru jihozápadně od centra dolního města. Na východě s ní sousedí čtvrť Ramat Begin, na severu čtvrť Achuza. Nachází se na vyvýšené terase, kterou ohraničují hluboká údolí, jimiž protékají četná vádí. Na severní straně je to Nachal Achuza, na jihu Nachal Amiram. Údolí těchto sezónních toků jsou souvisle zalesněna. Jižně odtud končí zastavěné území města a začíná volná zalesněná krajina pohoří Karmel. Hlavní dopravní osou této oblasti je třída Derech Weinshall. Populace je židovská.

## Dějiny
Byla zřízena jako součást masivní bytové výstavby, která od poloviny 70. let 20. století probíhala v této části města, v jejímž rámci došlo k rozšíření rezidenčních ploch. Plocha této městské části dosahuje 0,9 kilometru čtverečního). V roce 2008 tu žilo 3680 lidí. Pojmenována je podle Leviho Eškola, bývalého izraelského premiéra.